# Vasile Oprea
Vasile Oprea (Bucarest, 3 de març de 1957), és un exjugador d'handbol romanès. Va participar en els Jocs Olímpics d'Estiu de 1984.
A la ciutat de Los Angeles, l'any 1984, fou membre de l'equip romanès que va guanyar la medalla de bronze. Hi va jugar tots sis partits, i hi marcà set gols.